# Stowarzyszenie Miłośników Dawnej Broni i Barwy
Stowarzyszenie Miłośników Dawnej Broni i Barwy (skr. SMDBiB) – stowarzyszenie naukowe z siedzibą w Krakowie.

## Historia SMDBiB
Początki Stowarzyszenia wiążą się z działalnością grupy entuzjastów historii wojskowości, zrzeszających kolekcjonerów broni i miłośników tradycji. W ich gronie było wielu wyższych wojskowych. Osoby te w 1933 powołały Stowarzyszenie Przyjaciół Muzeum Wojska. Wśród założycieli byli m.in. gen. Czesław Jarnuszkiewicz, gen. Kordian Józef Zamorski, płk Bronisław Gembarzewski. Działalność Stowarzyszenia od samego początku zyskała uznanie i opiekę władz. Wybuch wojny w 1939 przerwał działalność tej instytucji, która w formie przedwojennej już się nie odrodziła. 
Na jej miejsce, w 1957 powstała przy Muzeum Narodowym w Krakowie nowa organizacja, zarejestrowana pod nazwą Stowarzyszenia Miłośników Dawnej Broni i Barwy. Nawiązywała ona do przedwojennych tradycji Stowarzyszenia Przyjaciół Muzeum Wojska. Twórcami nowo powstałego Stowarzyszenia byli: Zbigniew Bocheński i Jan Benda.

## Prezesi stowarzyszenia
- prof. Zbigniew Bocheński (1957–1971)
- prof. Zdzisław Żygulski jun. (1972–1997)
- prof. Janusz Bogdanowski (1998–2001)
- prof. Aleksander Guterch (2002–2016)
- prof. Marek Dutkiewicz (od 2016)

## Charakterystyka stowarzyszenia
Naczelnym celem Stowarzyszenia jest podtrzymywanie i przekazywanie następnym pokoleniom polskich tradycji wojskowych. Zajmuje się historią wojskowości – badaniem, opracowywaniem i publikowaniem wyników badań w zakresie dawnych militariów, a w szczególności uzbrojenia ochronnego, broni białej, broni palnej, ubiorów wojskowych, oporządzenia, znaków wojskowych, odznaczeń, architektury wojskowej, lotnictwa i floty wojennej. Działalność Stowarzyszenia uzupełnia wiedzę dotyczącą uzbrojenia i umundurowania, która zwykle jest pomijana na kartach historii. Wypełnia lukę między historią a znajomością realiów wojskowych. Szczególnym przedmiotem zainteresowań Stowarzyszenia jest ścisłe powiązanie swojej działalności z działalnością muzealną Muzeum Wojska Polskiego.
Stowarzyszenie początkowo miało charakter lokalny. Stopniowo się rozrastając stało się organizacją ogólnopolską. Koła i oddziały Stowarzyszenia powstały w 10 miastach (Częstochowa, Gdańsk, Katowice, Bydgoszcz, Kraków, Lublin, Łódź, Poznań, Warszawa, Wrocław), gdzie prowadzą działalność odczytową, naukową, dydaktyczną i wydawniczą. Stowarzyszenie ma kontakty z pokrewnymi Towarzystwami zarówno w kraju, jak i zagranicą. W 1972 Polska Akademia Nauk, w uznaniu jego działalności, wpisała Stowarzyszenie na listę organizacji afiliowanych przez PAN.
Przez cały okres działalności Stowarzyszenia zmieniała się liczba jego członków i sympatyków. W sumie przez tę wyspecjalizowaną i hobbystyczną organizację przeszło ponad 1000 osób. Liczba członków Stowarzyszenia na początku 2019 r. wynosi ok. 390, w tym kilku członków honorowych. Stowarzyszenie utrzymuje się wyłącznie ze składek członkowskich. Korzysta jednak z pomocy organizacyjnej, materiałowej i pomieszczeń Muzeów, z którymi zwykle ściśle współpracuje. Znakiem Stowarzyszenia jest miniaturka hełmu husarskiego. Symbol ten był znakiem przedwojennego Stowarzyszenia Przyjaciół Muzeum Wojska. Został on oficjalnie przekazany przez żyjących członków przedwojennego Stowarzyszenia jako dowód łączności i powiązań tradycyjnych tych organizacji.

## Wydawnictwa ciągłe
Stowarzyszenie posiada szereg wydawnictw:
- kwartalnik Dawna Broń i Barwa,
- półrocznik Arsenał Poznański,
- Studia do Dziejów Dawnego Uzbrojenia i Ubioru Wojskowego[1].

## Członkowie
Członkami stowarzyszenia zostali m.in.: Aleksander Czerwiński, Stanisław Gepner, Marian Głosek, Irena Grabowska, Maria (Wanda) Grodzicka, Andrzej Nadolski, Feliks Ścibałło, Tadeusz Jeziorowski, Lesław Kukawski, Stefan Pajączkowski, Franciszek Pukacki, Wanda Sarnowska, Stefan Cieśliński, Zygmunt Krzysztof Jagodziński.

## Wyróżnienia
Stowarzyszenie jest wyróżnienione Odznaką Zasłużonych dla Kultury Polskiej.